# Dream League Soccer
Dream League Soccer - футбольний симулятор.Розробляється компанією First Touch Games.

## Геймплей
Гра пропонує як режим кар’єри, так і онлайн-режим, де гравці можуть грати в матчі, щоб отримати підвищення до вищих дивізіонів і рівнів відповідно в обох режимах, а також автономний режим вистави. Також доступний локальний режим для кількох гравців, де можна грати в матчі 1 на 1 за допомогою локальної мережі.